# Karczówka (Góry Świętokrzyskie)

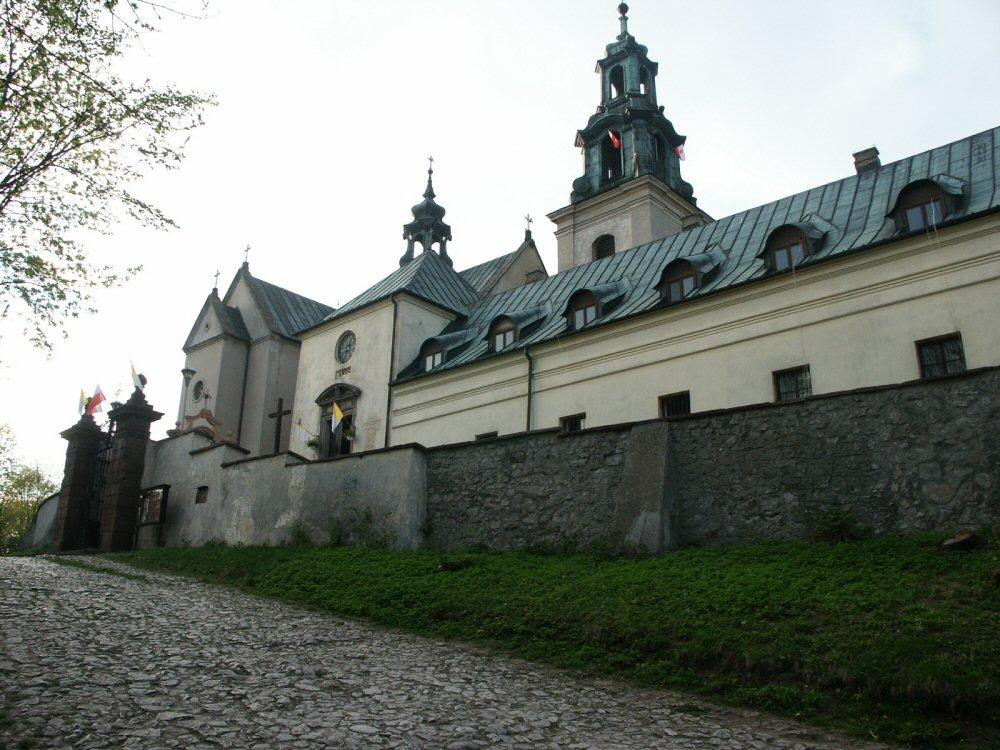
Zespół klasztorny na Karczówce od strony wejścia do kościoła (od południa)

Karczówka – wzniesienie w Górach Świętokrzyskich, w Paśmie Kadzielniańskim, położone na terenie Kielc, na południowy zachód od centrum miasta. W większej części zbudowane jest z wapieni dewońskich, u jego podnóża natomiast znajdują się wychodnie zlepieńców cechsztyńskich. Jest porośnięte starodrzewiem sosnowym, w którym wiek niektórych drzew dochodzi do 150 lat. W przeszłości obszar Karczówki był wykorzystywany górniczo. Wydobywano tu wapień oraz rudy ołowiu. Pozostałości dawnych prac górniczych w postaci szybów i rowów poeksploatacyjnych widoczne są na stokach: południowym i zachodnim. Na szczycie znajduje się punkt widokowy na Kielce oraz Góry Świętokrzyskie. W 1953 r. na Karczówce utworzono rezerwat krajobrazowy o obszarze 27 ha.
Na Karczówce swój początek ma czerwony szlak turystyczny biegnący do Chęcin.
Na północ od klasztoru na wzgórzu znajduje się pomnik i zbiorowa mogiła powstańców styczniowych.

## Zabytkowy zespół klasztorny bernardynów
Na szczycie ulokowany jest kościół pw. św. Karola Boromeusza oraz klasztor należący dawniej do oo. bernardynów. Fundatorem zespołu klasztornego był biskup krakowski Marcin Szyszkowski. Powstał on jako wotum za ominięcie Kielc przez zarazę z 1622 r. Zespół klasztorny został wzniesiony w latach 1624–1631 w stylu późnorenesansowo-wczesnobarokowym. Na początku XVIII w. klasztor został przebudowany. Od strony wschodniej dobudowano wówczas zabudowania gospodarcze, ogrodzone murem z basztami i znajdującą się pośrodku bramą. W 1864 r. zakon bernardynów został rozwiązany przez władze carskie. Od 1957 r. klasztorem opiekują się księża pallotyni.
Klasztor i kościół wieńczą barokowe wieże i sygnaturki pokryte blachą miedzianą. Do wnętrza prowadzą barokowe schody wykonane z wydobywanego na Kielecczyźnie czerwonego i szarego piaskowca. Na korytarzu przy wejściu do klasztoru znajduje się obraz przedstawiający złupienie klasztoru przez wojska szwedzkie w 1655 r. Kościół klasztorny jest jednonawowy. Na barokowym ołtarzu znajduje się obraz przedstawiający św. Karola oraz św. Kazimierza. Pozostałe elementy wyposażenia świątyni rokokowe.
Pod wieżą ulokowana jest kaplica pw. św. Barbary, a w niej rokokowy posąg świętej z XVII w. wykonany z samorodka rudy ołowiu – galeny. Trzy wielkie samorodki znalezione zostały 7 grudnia 1646 r. przez Hilarego Malę z Niewachlowa, miejscowego górnika, w szybach na Karczówce. Z pozostałych dwóch wykonano figurę NMP znajdującą się w katedrze w Kielcach oraz figurę św. Antoniego w kościele w Borkowicach.
Przed klasztorem ulokowana jest kaplica MB Fatimskiej, przebudowana w 1986 r. z jednego z budynków gospodarczych z XVIII w.
Zespół klasztorny bernardynów wpisano do rejestru zabytków nieruchomych (nr rej.: A.403/1-4 z 23.06.1967), w jego skład wchodzą:
- kościół pw. św. Karola Boromeusza,
- klasztor wybudowany w latach 1629–1631, przebudowany w XIX w.,
- zabudowania gospodarcze z I połowy XVIII w.
- ogrodzenie z basztami z XVII–XVIII w.,
- teren niezabudowany na stoku góry (nr rej.: A-1189 z 25.08.1997).